# 로르 마르사크
로르 마르사크(Laure Marsac, 1970년 2월 18일 ~ )는 프랑스의 배우이다.

## 출연 작품
- 여왕 마고
- 뱀파이어와의 인터뷰
- 퍼블릭 에너미 넘버원